# Bazilio Olara Okello
El teniente general Bazilio Olara-Okello (1929 - 9 de enero de 1990) fue un oficial militar ugandés y uno de los comandantes del Ejército de Liberación Nacional de Uganda (UNLA) que junto con el ejército tanzano derrocó a Idi Amin en 1979. En 1985 fungió brevemente como presidente del Consejo Militar gobernante y por tanto como jefe de Estado de facto de Uganda, desempeñándose más tarde como teniente general y jefe de las fuerzas armadas.

## Biografía
El 27 de julio de 1985, una brigada del ejército de la UNLA comandada por Olara-Okello dio un golpe de Estado contra el gobierno de Milton Obote y tomó el poder. La Asamblea Nacional se disolvió y se estableció un Consejo Militar. Entre el 27 y el 29 de julio de 1985, Olara-Okello fue presidente del Consejo Militar y jefe de Estado de facto.
El 29 de julio, el general Tito Okello reemplazó a Olara-Okello como presidente del Consejo Militar, y Olara-Okello fue promovido del rango de brigadier al de teniente general, y nombrado jefe de las fuerzas armadas. Comandó el ejército hasta que el Ejército de Resistencia Nacional de Yoweri Museveni tomó el poder el 26 de enero de 1986. Olara-Okello huyó al exilio en Sudán, donde vivió hasta su muerte el 9 de enero de 1990.